# Abeno-ku (Osaka)
Abeno (阿倍野区 Abeno-ku?) es un barrio de la ciudad de Osaka, en la prefectura de Osaka, Japón. En julio de 2019 tenía una población estimada de 110.322 habitantes y una densidad de población de 18.448 personas por km². Su área total es de 5,98 km².

## Demografía
Según datos del censo japonés, la población de Abeno ha aumentado en los últimos años.
| Año del censo | Población |
| ------------- | --------- |
| 1995          | 102.753   |
| 2000          | 103.973   |
| 2005          | 107.354   |
| 2010          | 106.350   |
| 2015          | 107.626   |